# Vermillion (Dakota del Sur)
Vermillion es una ciudad ubicada en el condado de Clay en el estado estadounidense de Dakota del Sur. En el Censo de 2010 tenía una población de 10.571 habitantes y una densidad poblacional de 1013,03 personas por km². Se encuentra a la orilla del río Misuri, que la separa de Nebraska.
Se encuentra sobre un acantilado a orillas del río Misuri. La zona ha estado habitada por varias tribus nativas americanas. Fue visitada por comerciantes franceses de pieles por primera vez en el siglo XVIII, fundada en 1859 e incorporada en 1873. El nombre hace referencia al nombre lakota: wa sa wak pa'la (flujo rojo).
Es también la sede de la Universidad de Dakota del Sur, lo que le brinda un carácter mixto académico y rural. La universidad es una institución académica importante, y se enorgullece de tener las únicas escuela de Medicina y Leyes del estado, y también la única escuela de negocios acreditada por la AACSB. Sus principales productos agrícolas son el maíz, la soja y la alfalfa. La población era 9 765 en el censo del 2000. Vermillion se encuentra a unas 10 millas (16 km) del sitio propuesto para la refinería de Hyperion (antes conocida como Proyecto Gorila), que será uno de los 10 refinerías más grandes en los Estados Unidos.

## Geografía
Vermillion se encuentra ubicada en las coordenadas 42°46′57″N 96°55′28″O / 42.78250, -96.92444. Según la Oficina del Censo de los Estados Unidos, Vermillion tiene una superficie total de 10.44 km², de la cual 10.44 km² corresponden a tierra firme y (0%) 0 km² es agua.

## Demografía
Según el censo de 2010, había 10.571 personas residiendo en Vermillion. La densidad de población era de 1.013,03 hab./km². De los 10.571 habitantes, Vermillion estaba compuesto por el 89.58% blancos, el 1.66% eran afroamericanos, el 3.57% eran amerindios, el 2.09% eran asiáticos, el 0.04% eran isleños del Pacífico, el 0.49% eran de otras razas y el 2.57% pertenecían a dos o más razas. Del total de la población el 2.42% eran hispanos o latinos de cualquier raza.